# Rödhalsad svartbagge
Rödhalsad svartbagge (Neomida haemorrhoidalis) är en skalbaggsart som först beskrevs av Fabricius 1787.  Rödhalsad svartbagge ingår i släktet Neomida, och familjen svartbaggar. Enligt den finländska rödlistan är arten sårbar i Finland. Arten är reproducerande i Sverige. Artens livsmiljö är naturmoskogar.